# 罗氏石斛
罗氏石斛（学名：Dendrobium luoi）是兰科石斛蘭屬石斛组的一种植物。为2016年湖南省新宁县发现的一个新种。其与近缘种河口石斛(D. hekouense Z.J.Liu & L. J. Chen)的区别特征：罗氏石斛的花梗与子房长2 ~ 2.5 cm；花淡黄色，萼片先端红褐色，中萼片狭卵状椭圆形；唇瓣倒卵状匙形，不裂，具紫褐色斑块；唇盘中央具3条褶片并从基部延伸至先端；褶片中间增粗并具乳突状毛。